# Copidosoma deceptor
Copidosoma deceptor är en stekelart som beskrevs av Miller 1958. Copidosoma deceptor ingår i släktet Copidosoma och familjen sköldlussteklar. Inga underarter finns listade i Catalogue of Life.